# Europäische Reiseversicherung
Europäische Reiseversicherung AG (ERV) är ett tyskt aktiebolag som säljer reseförsäkringar. ERV grundades 1907 och har huvudkontor i München. Företaget har verksamhet i en rad europeiska länder och är anknutna till European Travel Insurance Group.